# Dorylus kohli
Dorylus kohli é uma espécie de formiga do gênero Dorylus.